# 川部駅
川部駅（かわべえき）は、青森県南津軽郡田舎館村大字川部字上西田にある、東日本旅客鉄道（JR東日本）の駅である。
奥羽本線と五能線が乗り入れており、奥羽本線を所属線としている。五能線は当駅が路線としての終点であるが、臨時快速「リゾートしらかみ」を含む全列車が当駅でスイッチバックし、奥羽本線弘前駅方面に直通する。

## 歴史
- 1894年（明治27年）12月1日：官設鉄道（国鉄）弘前 - 青森間開業と同時に南津軽郡光田寺村に新設。当時は「川邊」に表記されたこともある[5][6][7]。
- 1912年（大正元年）8月15日：黒石軽便線（後の黒石線）開業[8]。
- 1918年（大正7年）9月25日：陸奥鉄道（現・五能線）川部 - 五所川原間開業[9]。
- 1927年（昭和2年）6月1日：陸奥鉄道買収[9]。国有鉄道五能線となる[9]。
- 1984年（昭和59年）11月1日：黒石線が弘南鉄道に転換[3]。黒石線部分を弘南川部駅に改称[3]。
- 1985年（昭和60年）3月14日：荷物の扱いを廃止[4]。
- 1986年（昭和61年）
  - 4月1日：弘南川部駅を川部駅に改称[3][10]。
  - 11月1日：貨物の扱いを廃止[4]。
- 1987年（昭和62年）4月1日：国鉄分割民営化により、奥羽本線・五能線はJR東日本に承継される[4]。
- 1998年（平成10年）4月1日：弘南鉄道黒石線廃止[11]。
- 2004年（平成16年）4月1日：業務委託化。川部駅長が廃止され、弘前駅長管理下となる（管理駅時代は北常盤駅を管理下に置いていた）。
- 2011年（平成23年）4月1日：受託子会社が弘前ステーションビルからジェイアールアトリスに変更。
- 2015年（平成27年）7月1日：受託子会社がジェイアールアトリスからJR東日本東北総合サービスに変更。
- 2023年（令和5年）
  - 3月17日：みどりの窓口の営業を終了[12][13]。
  - 3月18日：JR東日本東北総合サービスへの業務委託を解除[14]し、終日無人化[新聞 1]。
  - 5月27日：奥羽本線においてICカード「Suica」の利用が可能となる[報道 1][報道 2]。新駅舎の使用を開始[報道 3][報道 4]。
- 2024年（令和6年）
  - 10月1日：えきねっとQチケのサービスを開始[1][報道 5]。
  - 11月1日：東側の操車場跡地に「田舎館村川部駅交流施設」が完成し、供用開始[15][新聞 2][新聞 3]。

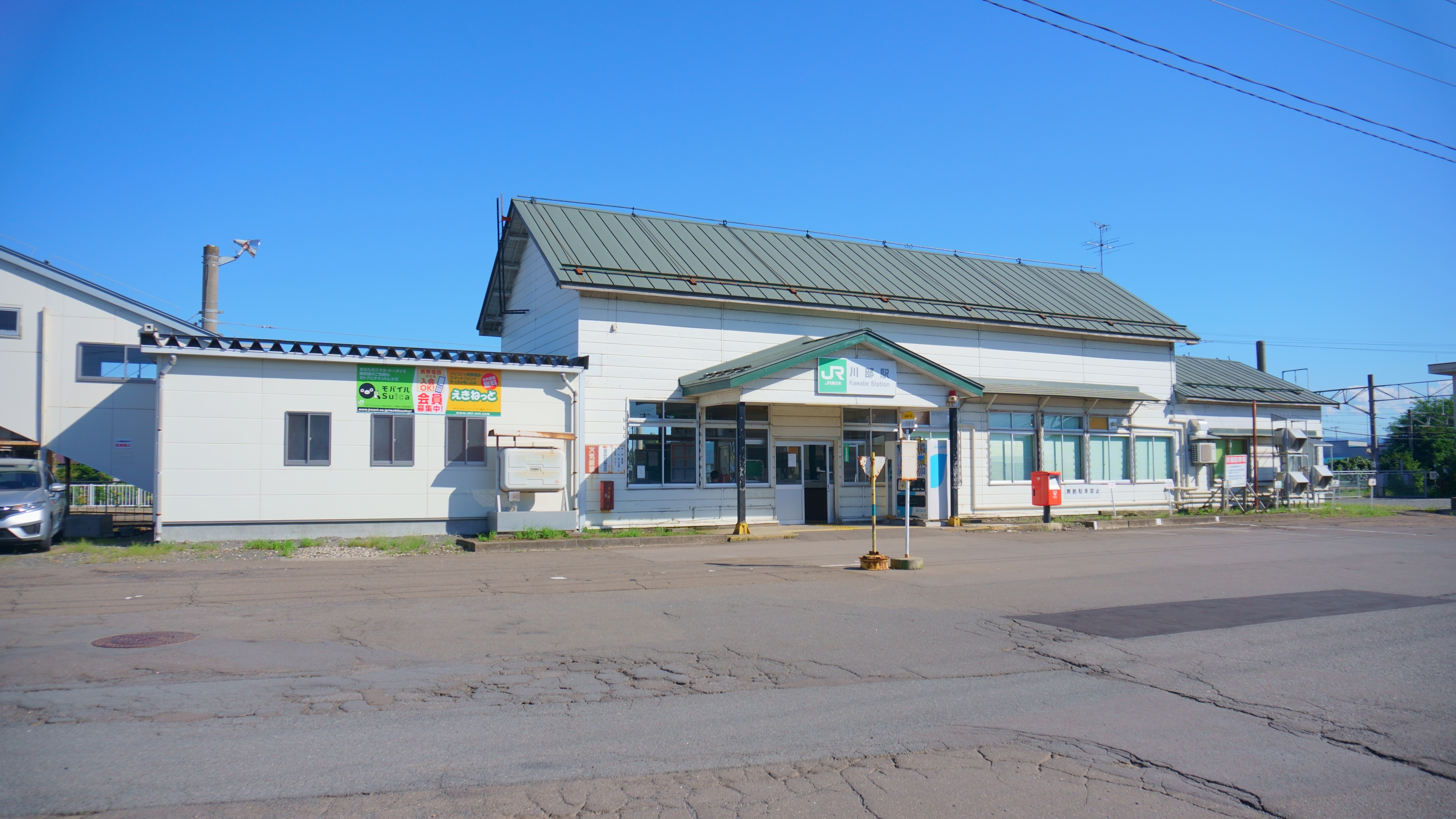
旧駅舎（2022年8月）
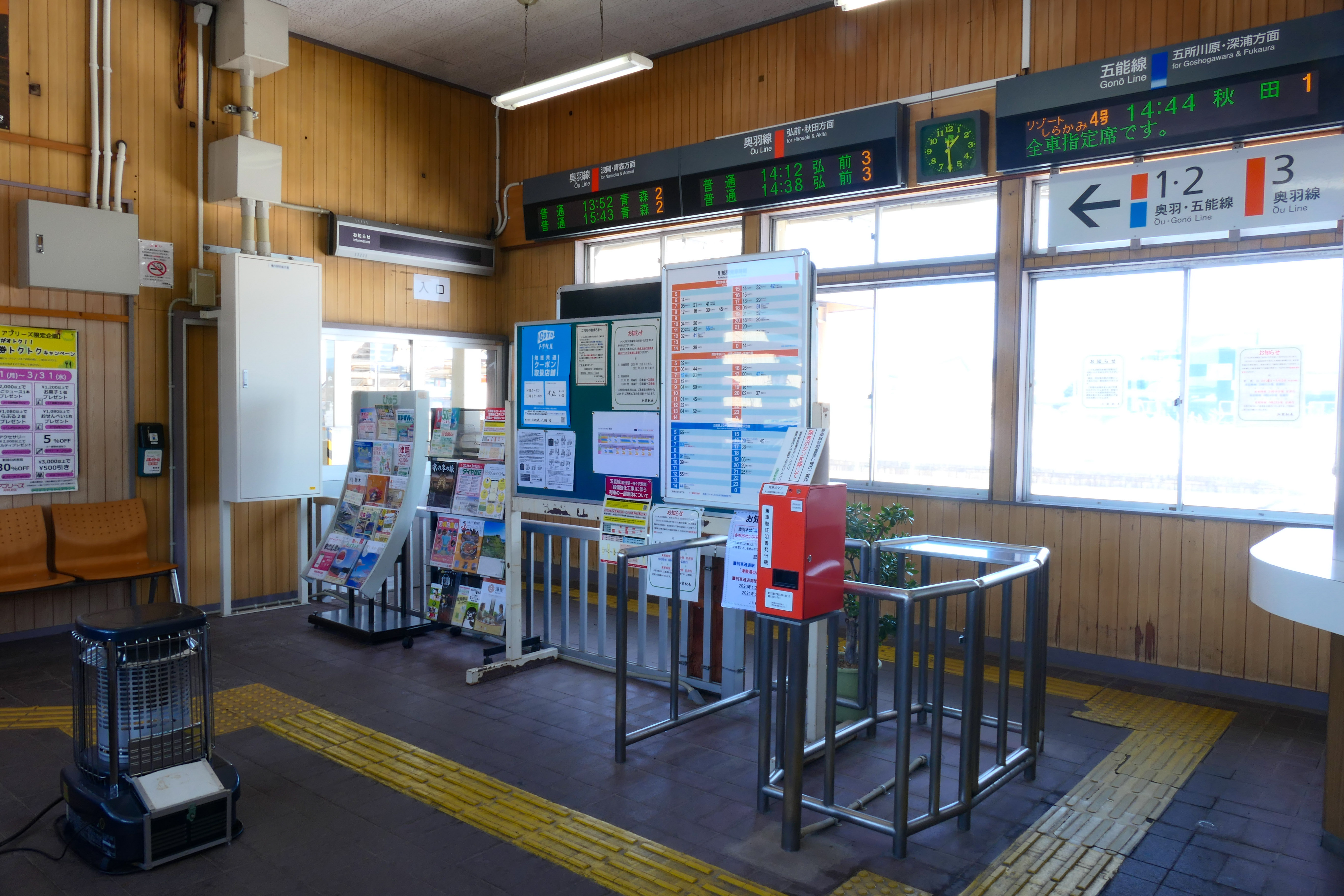
旧駅舎内（2021年2月）

## 駅構造
単式ホーム1面1線と島式ホーム1面2線、計2面3線のホームを持つ地上駅である。互いのホームは跨線橋で連絡している。かつては2面4線で、4番線が弘南鉄道黒石線の発着に使用されていたが、黒石線は1998年（平成10年）4月1日に廃止された。2020年（令和2年）現在、4番線だった部分には柵が設定され、線路が撤去されている。
弘前統括センター（弘前駅）管理の無人駅である。駅舎には簡易Suica改札機、乗車駅証明書発行機、待合室がある。なお、冬季は構内やポイントなどの除雪のための除雪要員2名が配置される。

### のりば
| 番線 | 路線      | 方向 | 行先               | 備考         |
| ---- | --------- | ---- | ------------------ | ------------ |
| 1    | ■五能線   | 上り | 五所川原・深浦方面 |              |
| 1    | ■五能線   | 下り | 弘前方面           |              |
| 2    | ■奥羽本線 | 下り | 青森方面           |              |
| 3    | ■奥羽本線 | 上り | 弘前・秋田方面     |              |
| 3    | ■五能線   | 下り | 弘前方面           | 一部列車のみ |

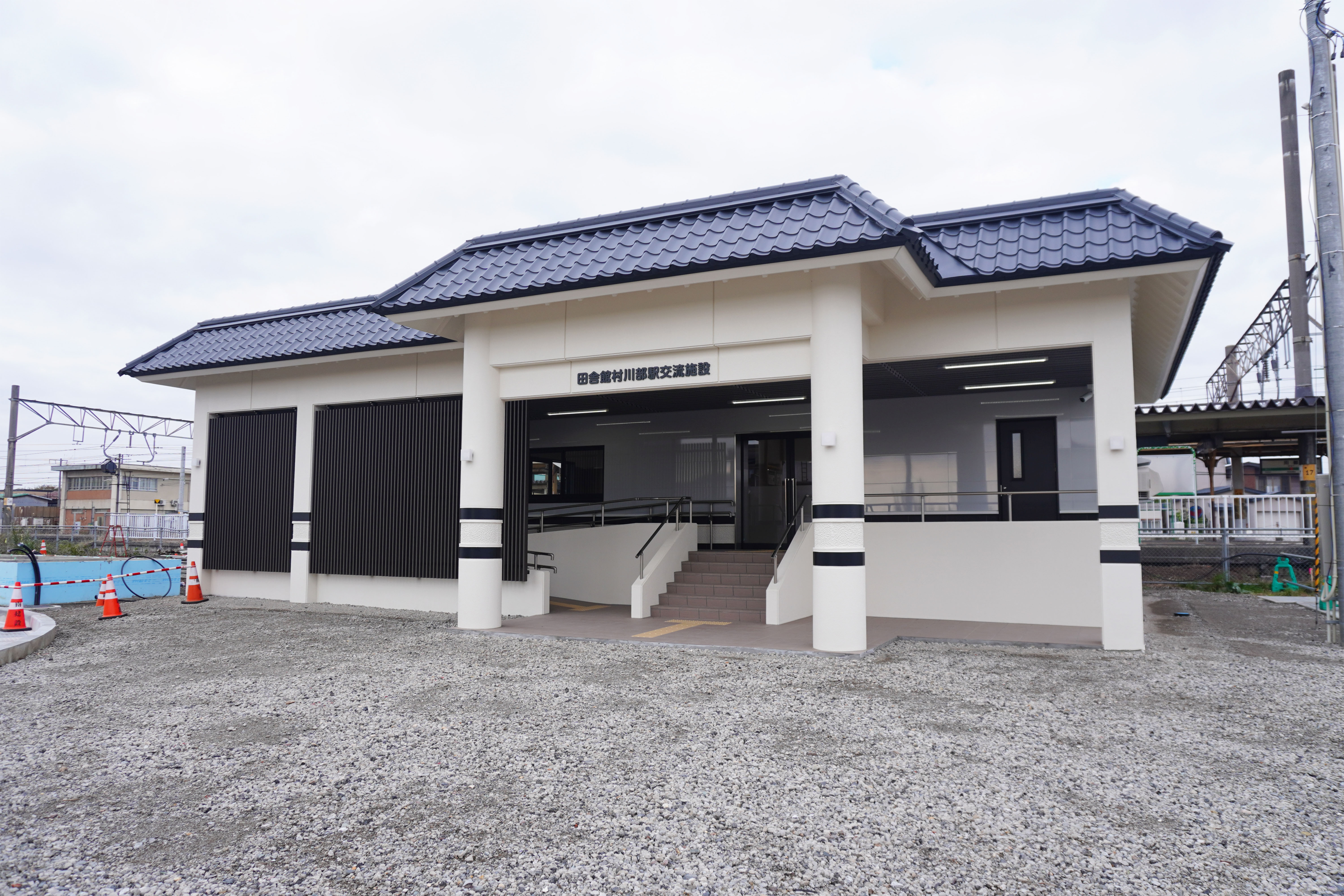
田舎館村川部駅交流施設（東口） （2024年11月）
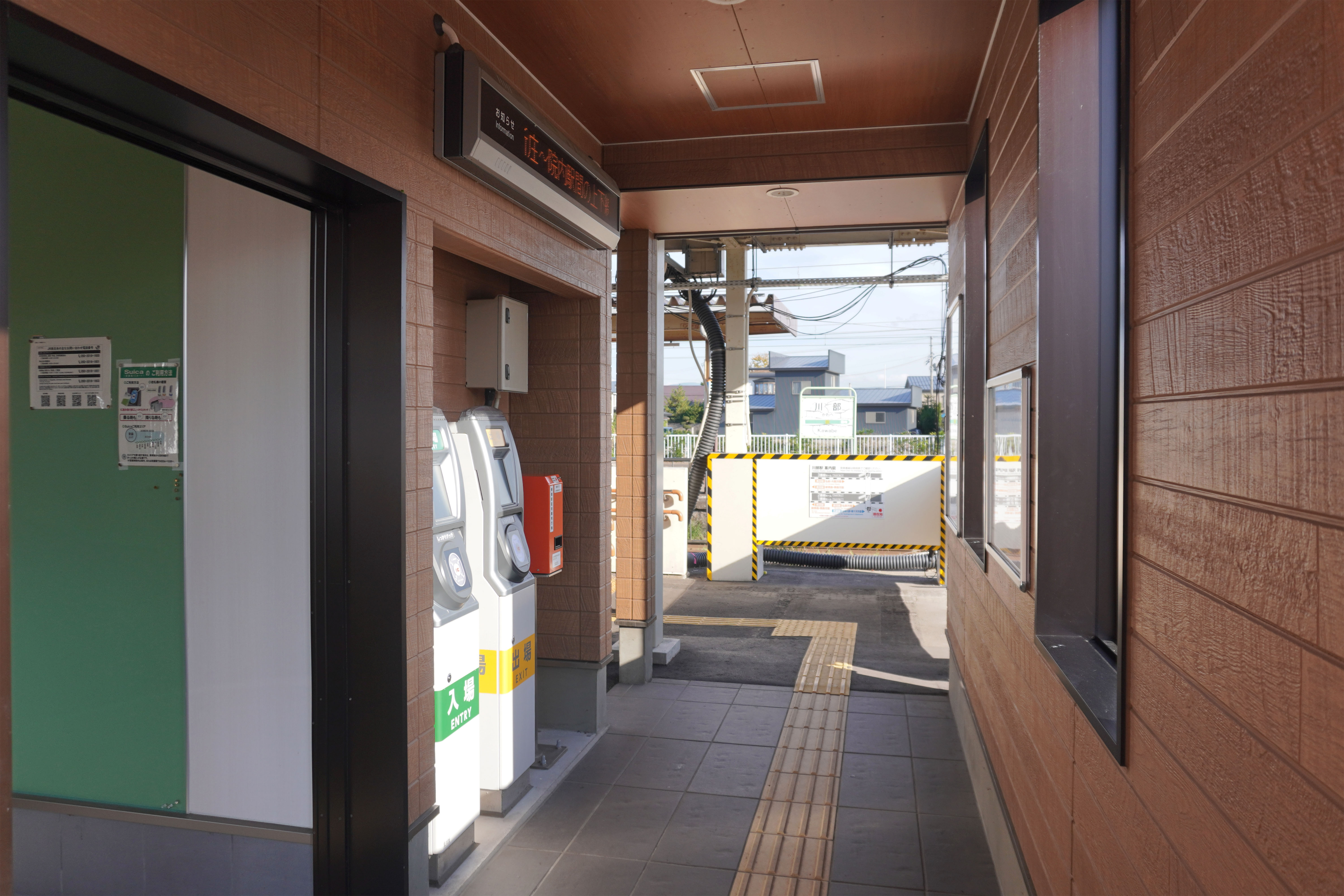
西口改札（2024年9月）
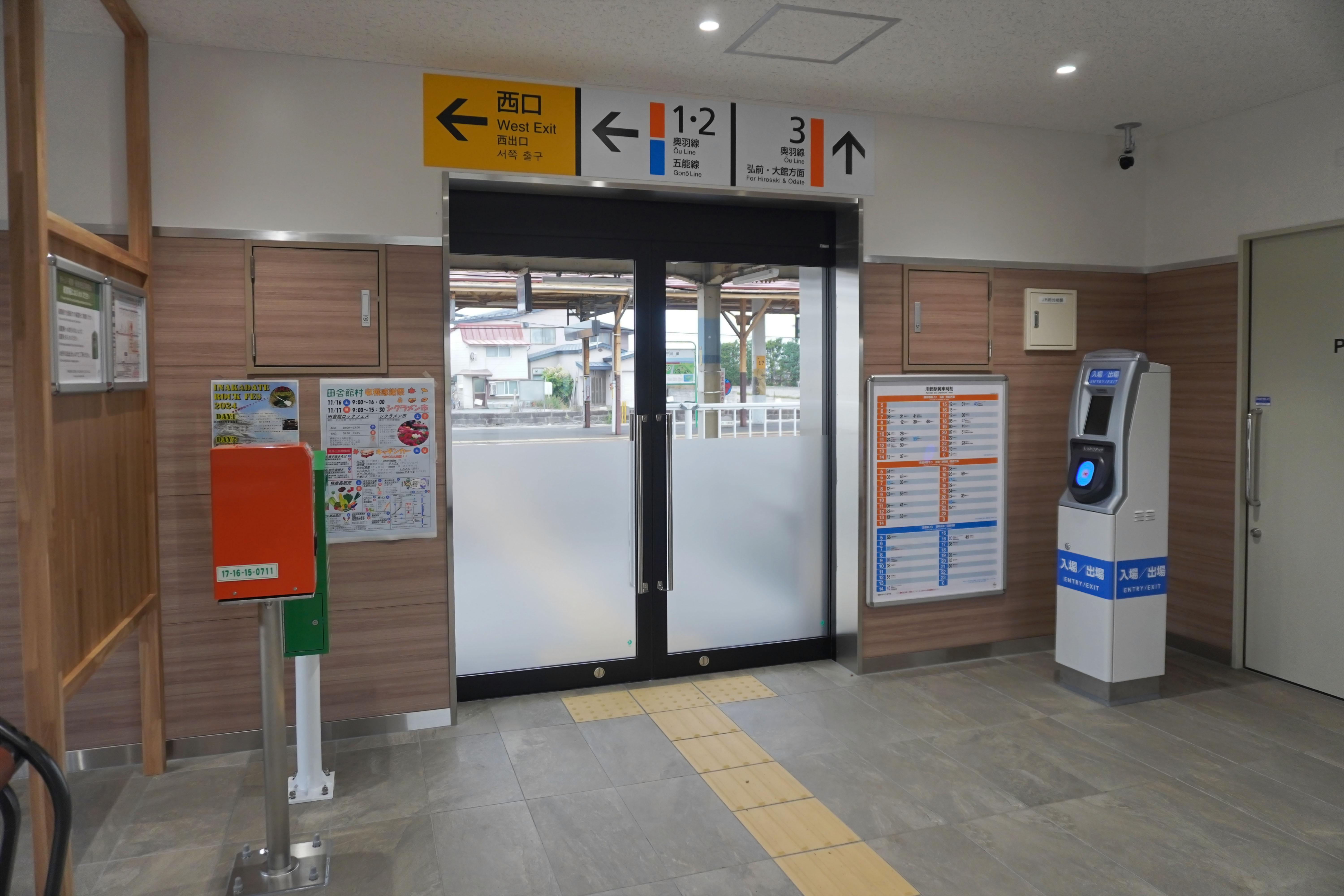
東口改札（2024年11月）
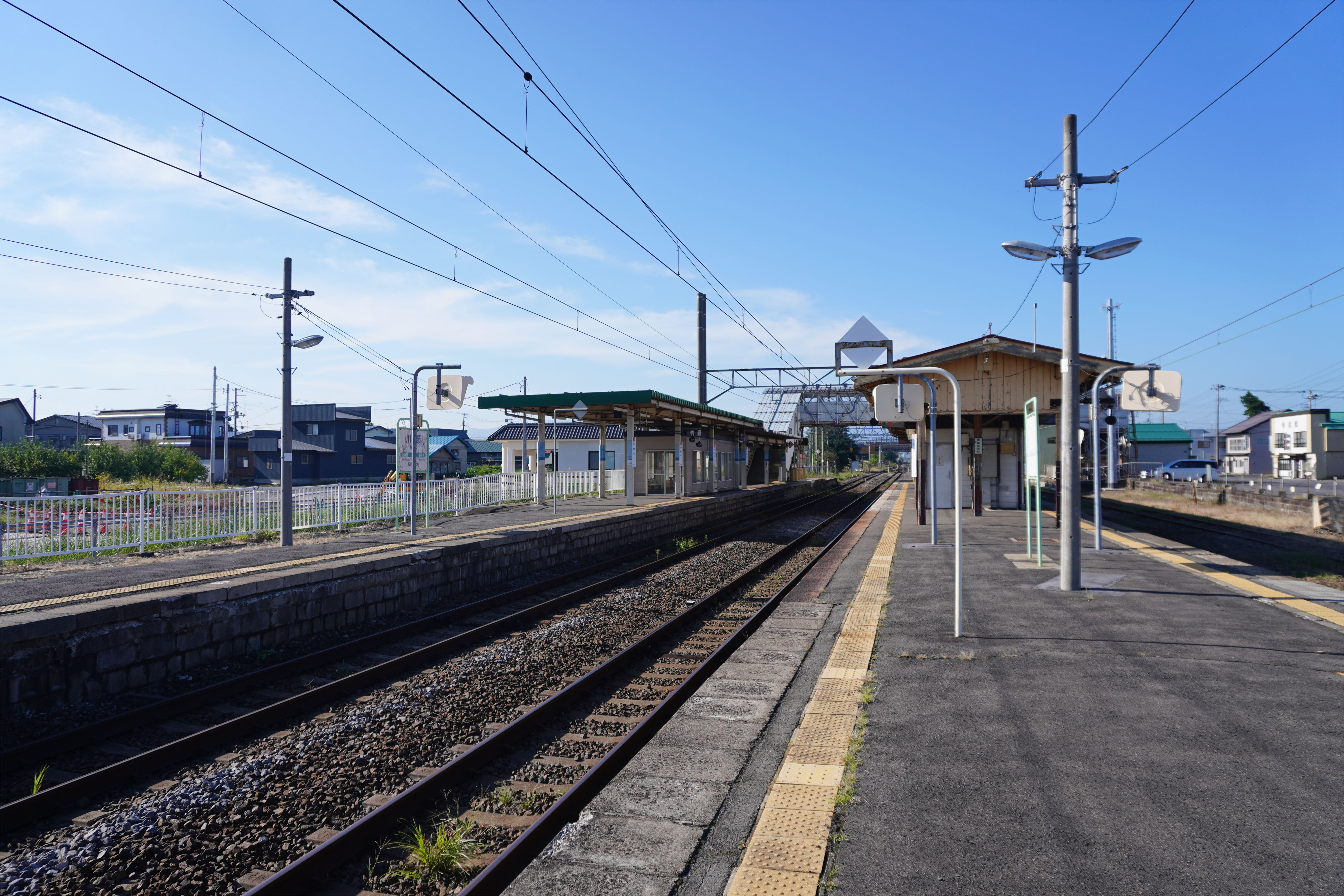
ホーム（2024年9月）
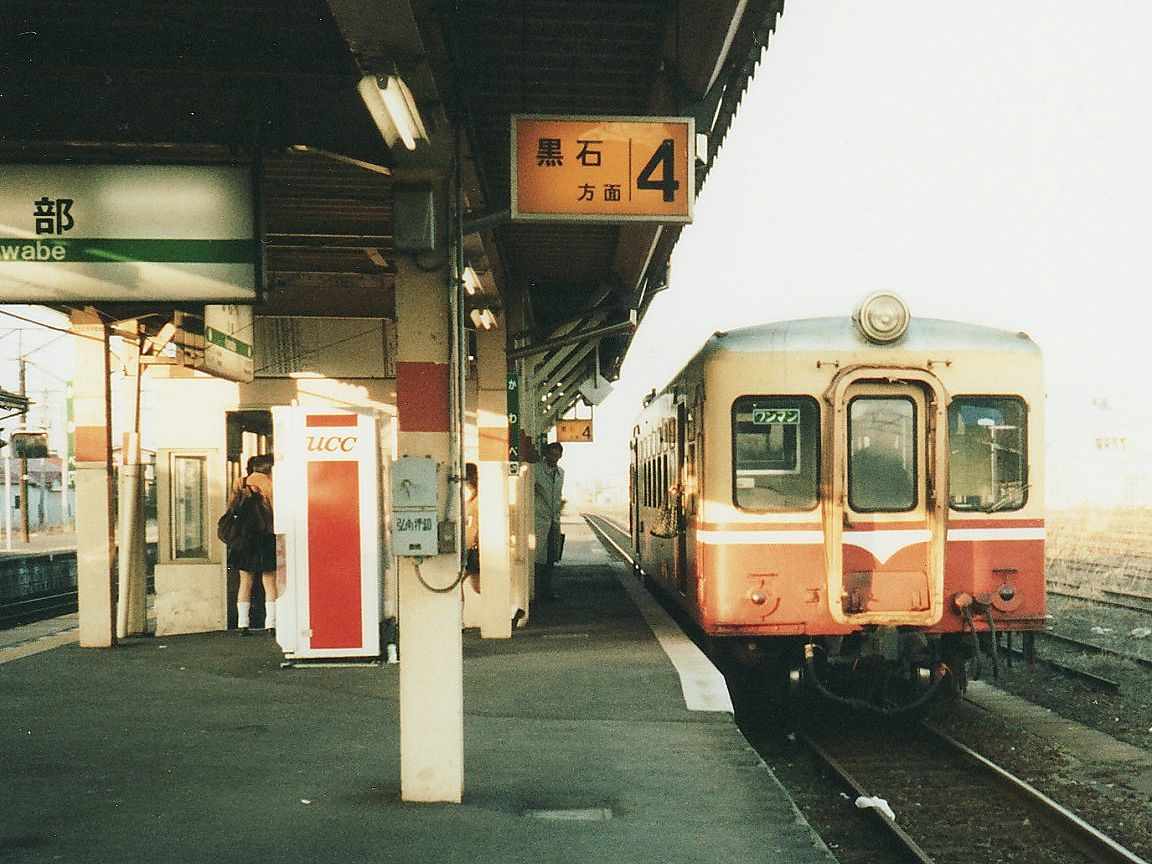
黒石線営業時代のホーム （1997年3月）

## 利用状況
JR東日本によると、2000年度（平成12年度）- 2021年度（令和3年度）の1日平均乗車人員の推移は以下のとおりであった。
| 1日平均乗車人員推移 | 1日平均乗車人員推移 | 1日平均乗車人員推移 | 1日平均乗車人員推移 | 1日平均乗車人員推移 |
| 年度                | 定期外              | 定期                | 合計                | 出典                |
| ------------------- | ------------------- | ------------------- | ------------------- | ------------------- |
| 2000年（平成12年）  |                     |                     | 480                 | [ 利用客数 1 ]      |
| 2001年（平成13年）  |                     |                     | 471                 | [ 利用客数 2 ]      |
| 2002年（平成14年）  |                     |                     | 465                 | [ 利用客数 3 ]      |
| 2003年（平成15年）  |                     |                     | 419                 | [ 利用客数 4 ]      |
| 2004年（平成16年）  |                     |                     | 376                 | [ 利用客数 5 ]      |
| 2005年（平成17年）  |                     |                     | 351                 | [ 利用客数 6 ]      |
| 2006年（平成18年）  |                     |                     | 336                 | [ 利用客数 7 ]      |
| 2007年（平成19年）  |                     |                     | 336                 | [ 利用客数 8 ]      |
| 2008年（平成20年）  |                     |                     | 320                 | [ 利用客数 9 ]      |
| 2009年（平成21年）  |                     |                     | 300                 | [ 利用客数 10 ]     |
| 2010年（平成22年）  |                     |                     | 293                 | [ 利用客数 11 ]     |
| 2011年（平成23年）  |                     |                     | 307                 | [ 利用客数 12 ]     |
| 2012年（平成24年）  | 94                  | 217                 | 311                 | [ 利用客数 13 ]     |
| 2013年（平成25年）  | 98                  | 245                 | 344                 | [ 利用客数 14 ]     |
| 2014年（平成26年）  | 91                  | 219                 | 310                 | [ 利用客数 15 ]     |
| 2015年（平成27年）  | 95                  | 215                 | 310                 | [ 利用客数 16 ]     |
| 2016年（平成28年）  | 96                  | 213                 | 310                 | [ 利用客数 17 ]     |
| 2017年（平成29年）  | 85                  | 208                 | 293                 | [ 利用客数 18 ]     |
| 2018年（平成30年）  | 81                  | 204                 | 285                 | [ 利用客数 19 ]     |
| 2019年（令和元年）  | 73                  | 191                 | 265                 | [ 利用客数 20 ]     |
| 2020年（令和02年）  | 46                  | 213                 | 260                 | [ 利用客数 21 ]     |
| 2021年（令和03年）  | 46                  | 215                 | 261                 | [ 利用客数 22 ]     |

## 駅周辺
- 青森県道110号黒石藤崎線
  - 青森県道136号常盤新山線
- 青森競輪藤崎場外車券売場
- 川部和泉郵便局
- 川部交通（タクシー）
- 黒石警察署川部駐在所
- 川部温泉
- 弘南バス「川部駅前」停留所

## その他
- 奥羽本線弘前方面と五能線（五所川原方面）を結ぶ列車は、当駅でスイッチバック（方向転換）を行う[2]ため5分前後停車する。
- 五能線の列車は、1960年代（昭和35年）ごろまで、交通公社の時刻表では当駅が始発・終着となる（弘前駅まで乗り入れない）列車があった[注 1]が、実際の運用上は、弘前駅 - 川部駅間は黒石線の弘前駅発着列車に併結されていた。同様に黒石線の一部の列車も五能線の列車に併結されていたが、交通公社の時刻表では黒石線内の折返し運転となっていた。なお、弘前駅・撫牛子駅掲示の発車時刻表には実際の運用で掲出されていた。ダイヤ改正時に地元新聞社が新聞に折込むチラシ仕様の弘前駅監修の弘前駅列車時刻表でも、実際の運用で記載されていた[注 2]。
- 東北新幹線開業前は「千秋」「むつ」「しもきた」「深浦」などの一部の急行列車が、開業後は特急「はつかり」[注 3]「たざわ」[注 4]や急行「津軽」「むつ」[注 5]が停車していたが、現在はすべての優等列車（特急）が通過する。なお、寝台急行「東北夏祭り号」「あおもり」、特急「ふるさとゴロンと号」など臨時列車が当駅に停車することがある。
- 藤崎町東部は藤崎駅よりも当駅の方が近く、奥羽本線と五能線の両列車が利用できるなど利便性が高いため、当駅を利用する住民が多い。また、青森競輪場藤崎場外売場への最寄駅は、藤崎駅ではなく当駅である。
- 当駅の旧駅舎の建物財産標は「明27年10月」＝1894年（明治27年）10月を表示していた。武豊線亀崎駅の駅舎は日本最古の現役駅舎とされているが、1895年（明治28年）3月7日に火災で一度焼失したと鉄道局年報に記されている。そのため、当駅の駅舎は亀崎駅の現駅舎より建築時期が古い可能性があった。[不適切な合成?]
- JR東日本東北新幹線新青森開業のドラマCM「トーキョー篇」（出演：三浦春馬、吉幾三）の撮影が当駅と碇ケ関駅で行われた。
- 当駅東側には貨物入れ替え線跡地（ヤード跡地）があり、田舎館村はヤード跡地に改札口（東口）設置、宅地開発、無料駐車場を整備する方針を2020年（令和2年）4月6日に示している。民間事業者へのアイディア公告を経て、2024年（令和6年）11月1日より東口が完成した[15][新聞 2][新聞 3][新聞 5]。

## 隣の駅
東日本旅客鉄道（JR東日本）
■奥羽本線
□快速
弘前駅 - 川部駅 - 北常盤駅
■普通
撫牛子駅 - 川部駅 - 北常盤駅
■五能線（当駅 - 弘前駅間奥羽本線）
- 臨時快速「リゾートしらかみ」停車駅

□快速（上りのみ）・■普通
藤崎駅 - 川部駅 - 撫牛子駅

### かつて存在した路線
弘南鉄道
黒石線
川部駅 - 前田屋敷駅

### 記事本文